# Осман Кадриу
Осман Кадриу (на албански: Osman Kadriu, на македонска литературна норма: Осман Кадриу) е виден юрист от Северна Македония, член на Конституционния съд на страната.

## Биография
Роден е в кичевското албанско село Архангел, където завършва основно образование. След това продължава да учи в Белград, където завършва средно образование и в 1973 година завършва Юридическия факултет на Белградския университет. Започва работа в общинския съд в Кичево като стажант, а след полагането на правосъден изпит в 1976 година става съдия в съда.
От 1978 до 1986 година е два мандата секретар на Събранието на община Кичево, а след това до 1990 година е подпредседател на Изпълнителния съвет на общината.
В 1992 година отново в Белградския университет защитава магистърска теза от областта на гражданското право „Отговорност за щета, причинена от работник на трето лице“ и става магистър по правни науки. В 1999 година отново в същия факултет става и доктор по юридически науки с дисертацията „Незаконното прекратяване на трудовото правоотношение и отговорността на предприятието за щета“.
От 1994 до 2000 година е член на Републиканския съдебен съвет. След това от 2001 до 2007 година работи като адвокат.
В 1996 – 2010 година преподава в Педагогическия факултет на Скопския университет, а в 2001 – 2007 година в Юридическия факултет на Държавния университет в Тетово. От 2006 година преподава във ФОН Университета, като от 29 ноември 2007 година до октомври 2009 година е проректор на университета, а в 2012 – 2016 година е член на Сената на университета.
От 11 януари 2018 година с решение на Събранието на Република Македония е избран за съдия в Конституционния съд на страната.